# Escala pentatònica
L'escala pentatònica és una escala de 5 notes per octava. En realitat, caldria parlar en plural d'escales pentatòniques. Són molt comunes i es troben arreu del món, entre altres llocs a la música tradicional de països amb important substrat celta, a la música tradicional hongaresa, a la música de l'Àfrica occidental, a les melodies dels espirituals negres, al jazz, al blues i el rock, al cant joig dels samis, en moltes cançons infantils, a la música tradicional de Grècia i en cançons de la regió de l'Epir, en un gran nombre de melodies tradicionals dels països de la serralada dels Andes, a la música del nord-oest de Grècia i a la del sud d'Albània, en l'afinació del krar d'Etiòpia i a la del gamelan d'Indonèsia, en melodies de Corea, el Japó, la Xina i el Vietnam, en la tradició musical afrocaribenya, a les terres altes de les muntanyes Tatras, al sud de Polònia, així com en compositors de la música clàssica occidental tals com Claude Debussy.

## Tipus d'escales pentatòniques

Escala pentatònica major de do

Escala pentatònica menor de la

La tipologia més estesa d'escala pentatònica és la que combina -entre els seus graus- els intervals d'un to i d'un to i mig. Dins d'aquesta tipologia destaquen: 
- L'escala pentatònica més típica s'anomena escala pentatònica major, i es pot construir de diverses maneres. Una construcció senzilla com és l'escala de la major la formen les notes: La, Si, Do#, Mi i Fa#.[2]

- L'escala pentatònica menor segueix el mateix principi que l'escala menor, de tal manera que l'escala de La menor la formarien les notes: La, Do, Re, Mi i Sol (ja que la nota Sol és la sensible de La menor).[4]

La música tradicional japonesa té una escala pentatònica semitònica amb els següents intervals: semitò - dos tons - to - semitò - dos tons, que correspondria a les següents notes del nostre sistema: mi - fa - la - si - do - mi. Apareix, per exemple a la cançó Sakura.
També són escales pentatòniques el pelog i l'slendro, ambdues pròpies de la música d'Indonèsia.